# Nototrichium humile
Nototrichium humile är en amarantväxtart som beskrevs av W. F. Hillebr. Nototrichium humile ingår i släktet Nototrichium och familjen amarantväxter. Inga underarter finns listade i Catalogue of Life.

## Bildgalleri

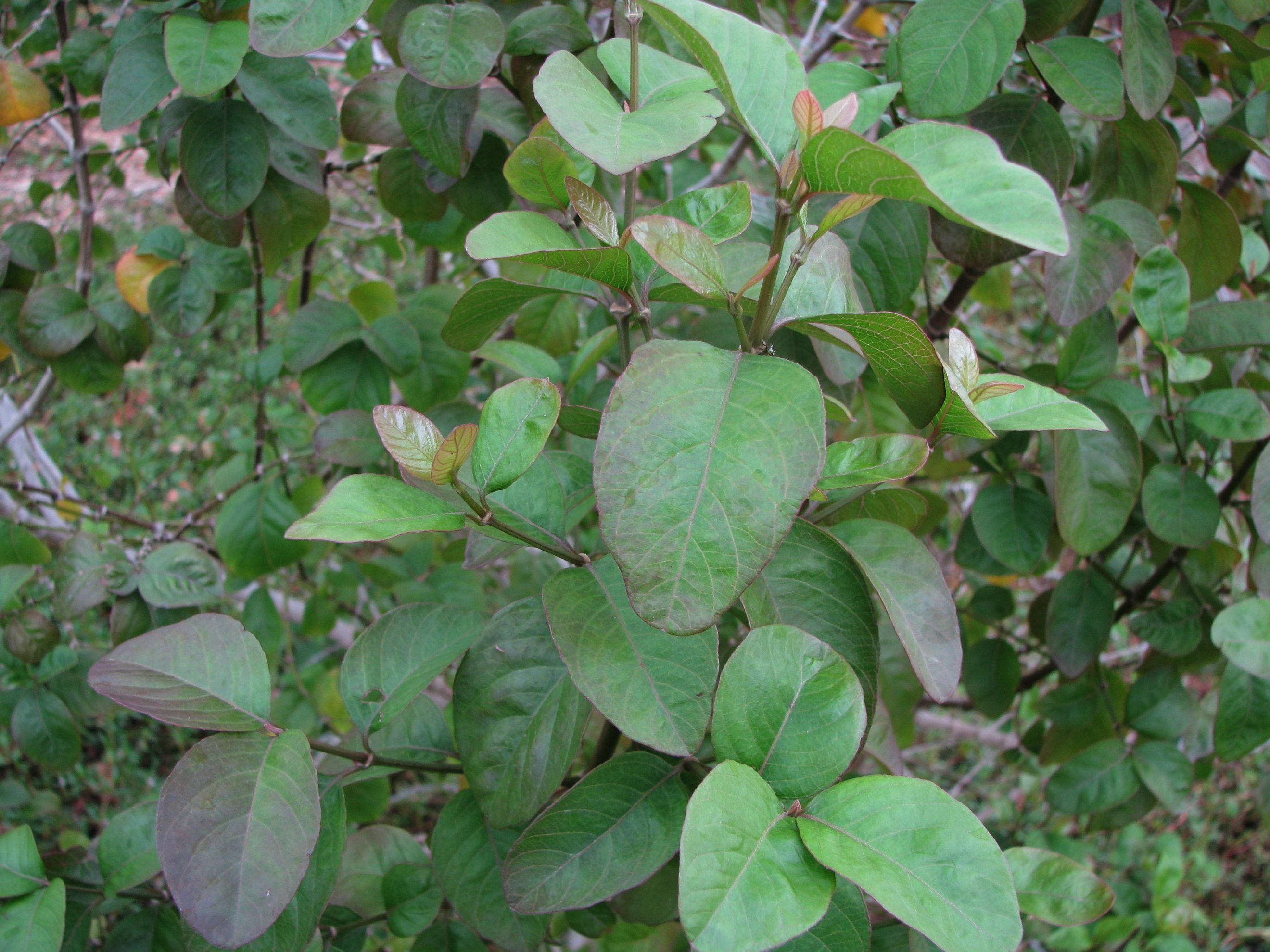
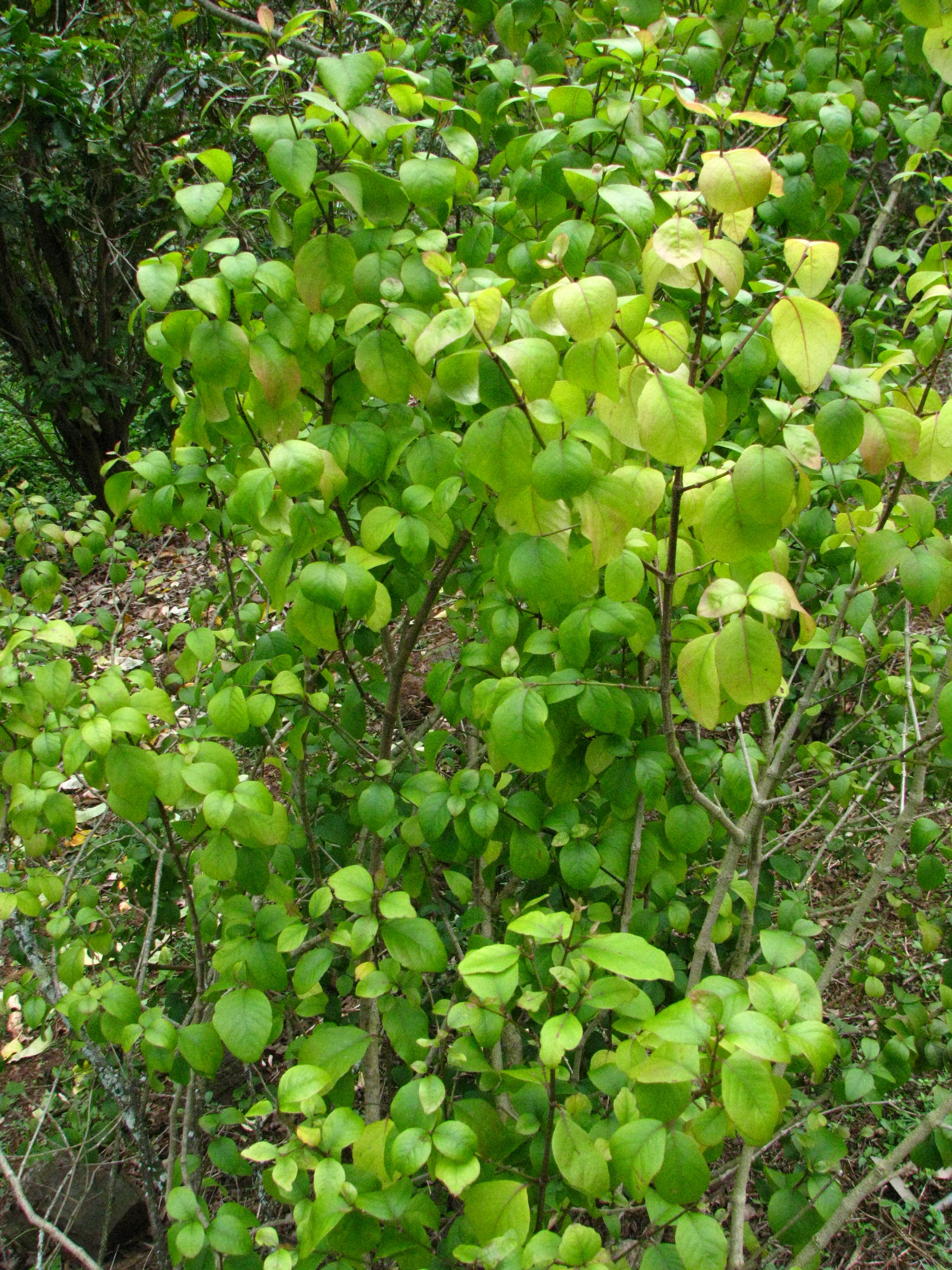
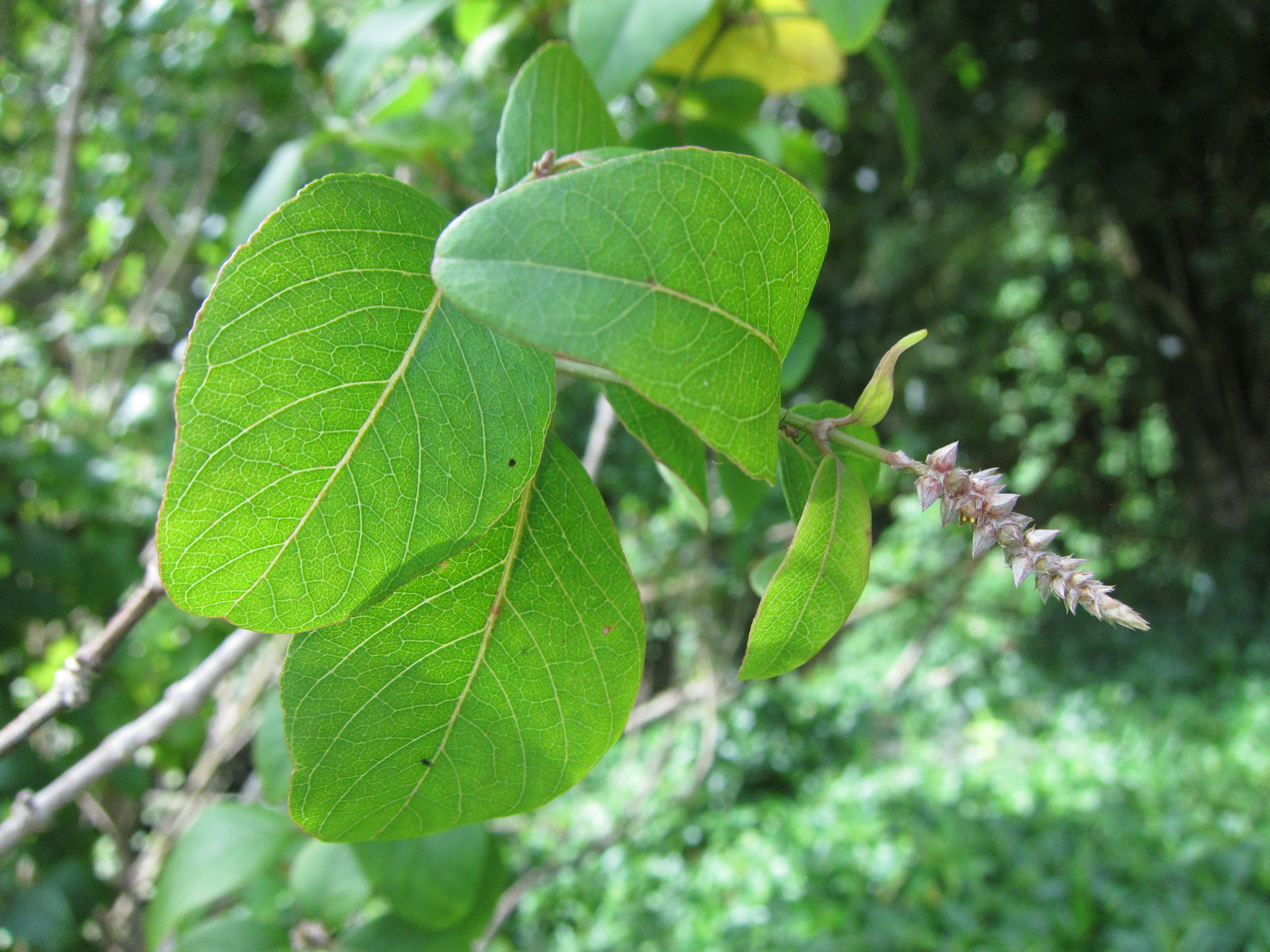
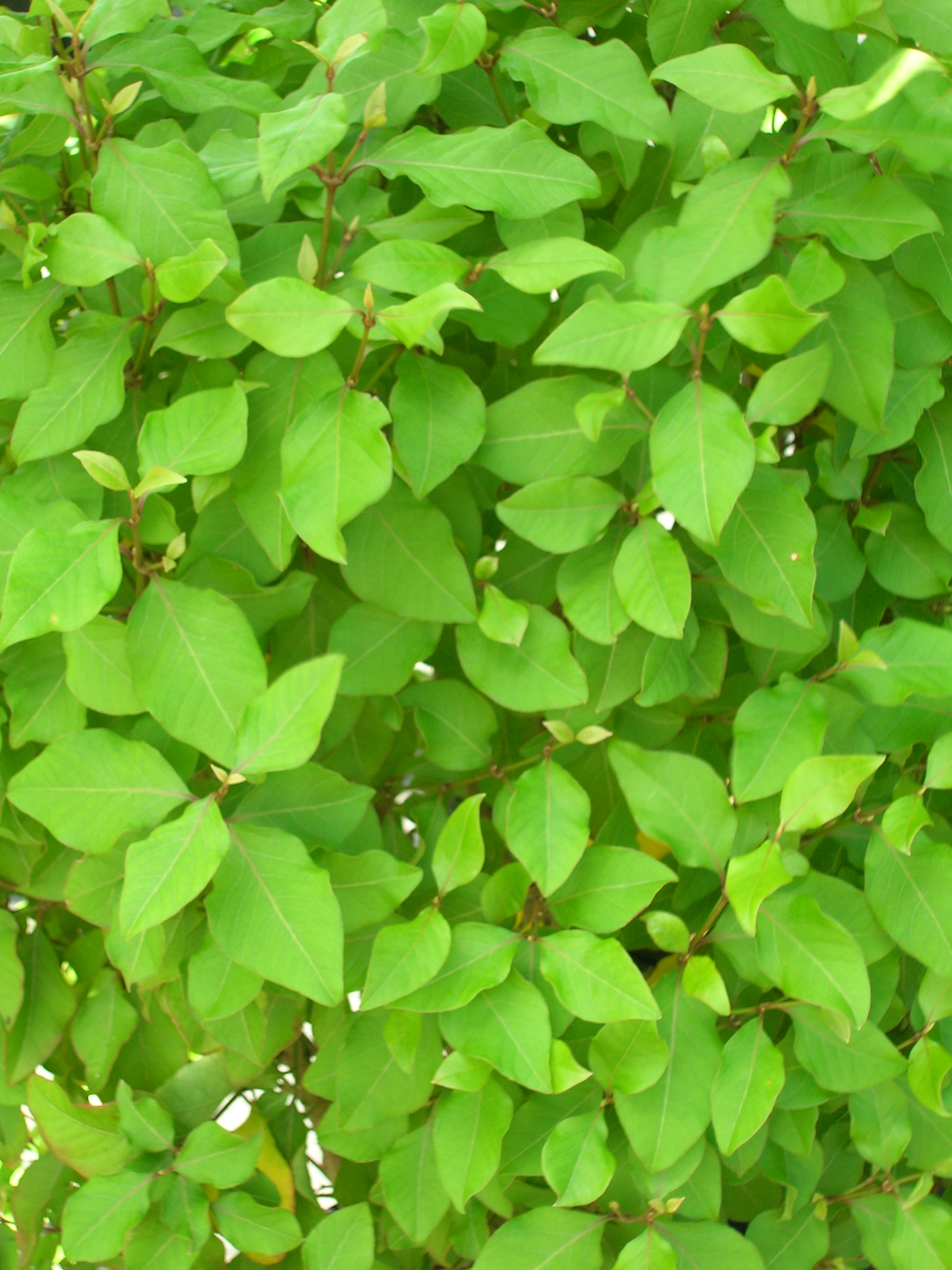
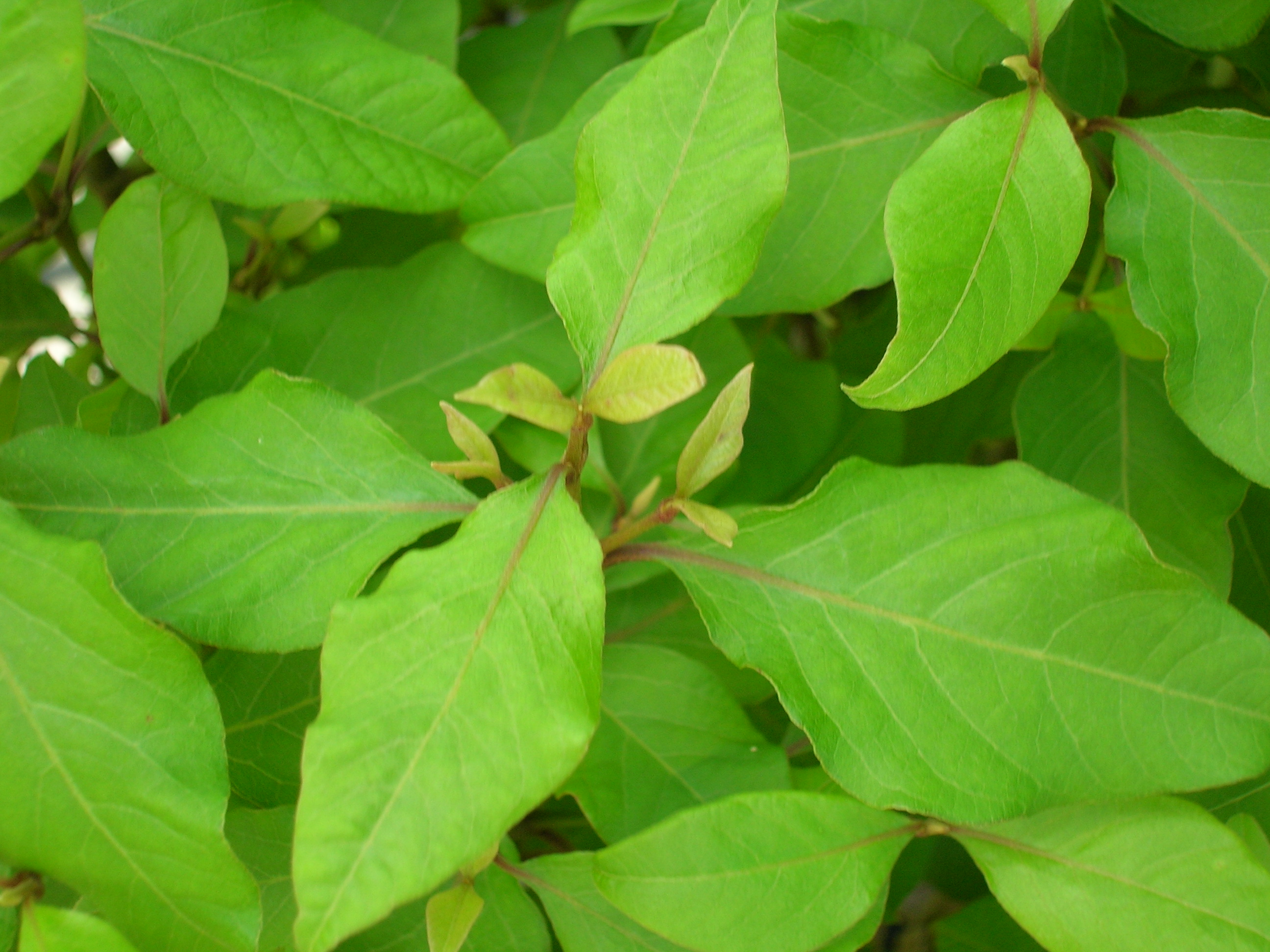
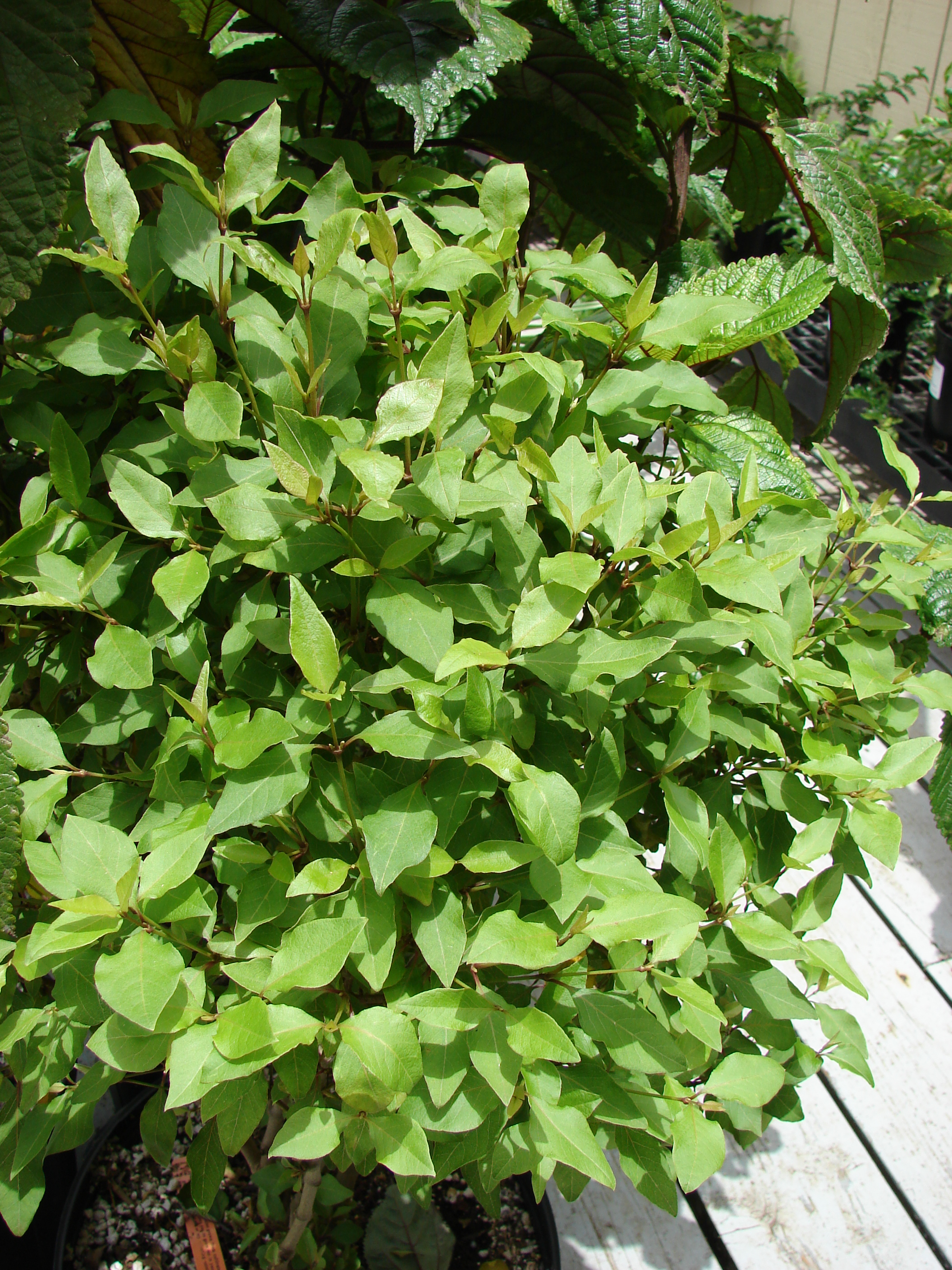